# Micropsitta finschii
Micropsitta finschii là một loài chim trong họ Psittacidae.